# Giacomo Vrioni
Giacomo Vrioni (* 15. Oktober 1998 in San Severino Marche) ist ein albanisch-italienischer Fußballspieler, der bei CF Montreal unter Vertrag steht.

## Karriere

### Verein
Vrioni wurde als Sohn albanischer Immigranten in den Marken geboren. Er startete seine Karriere bei Matelica Calcio, wo er vier Spiele in der ersten Mannschaft absolvierte. Später wechselte Vrioni in die Jugendabteilung von Sampdoria Genua, wo er 58 Spiele absolvierte und 20 Tore schoss. Für die Saison 2017/18 wurde Vrioni an die US Pistoiese in die Serie C ausgeliehen. Er erzielte acht Tore und absolvierte 27 Spiele. 2018/19 war Vrioni an den FC Venedig in der Serie B ausgeliehen, wo er 24 Spiele spielte und ein Tor schoss. Für die Spielzeit 2019/20 wurde Vrioni wiederum ausgeliehen, diesmal an die AS Cittadella in der Serie B. Dort absolvierte er allerdings nur vier Spiele ohne Torerfolg. Im Januar 2020 wechselte er ins U23-Team von Juventus Turin in die Serie C. Am 1. August 2020 gab Vrioni am letzten Spieltag der Serie A 2019/20 sein Serie-A-Debüt in der ersten Mannschaft der Juve. Er wurde bei der 1:3-Heimniederlage gegen die AS Rom von Trainer Maurizio Sarri in der 79. Spielminute für Gonzalo Higuaín eingewechselt und konnte – Juventus stand bereits als Meister fest – den Gewinn des Italienischen Meistertitels feiern.
Zur Saison 2021/22 wurde Vrioni an den österreichischen Bundesligisten WSG Tirol verliehen. Während der Leihe kam er zu 25 Einsätzen in der Bundesliga, in denen er 17 Tore erzielte. Damit war er hinter Karim Adeyemi der zweitbeste Torschütze der Liga in der Saison 2021/22, nach zwei weiteren Treffern im Europacup-Playoff erhielt der Albaner ebenfalls eine Torschützenkönig-Trophäe.
Nach dem Ende der Leihe kehrte er nicht mehr nach Turin zurück, sondern wechselte im Juli 2022 in die USA zum MLS-Verein New England Revolution, bei dem er einen bis Dezember 2025 laufenden Vertrag unterschrieb. Diesen erfüllte er aber nicht, da sich bereits Anfang 2025 CF Montreal seine Rechte sicherte.

### Nationalmannschaft
Vrioni entschied sich als erstes für die italienische U-19 Nationalmannschaft, wo er vier Spiele absolvierte. Sein erstes Tor erzielte Vrioni am 6. September 2016 gegen die türkische U-19 Nationalmannschaft. Im September 2018 entschied sich Vrioni für die albanische Fußballnationalmannschaft aufzulaufen. Sein erstes Spiel spielte Vrioni aber für die albanische U-21.
Er schoss sein erstes Tor für Albanien gegen die italienische U-21 Mannschaft. Sein Debüt für die A-Mannschaft gab Vrioni im Oktober 2018 im Nations-League-Spiel gegen Israel.

## Erfolge
- Italienische Meisterschaft: 2019/20